# Alexej Vagin
Alexej Vasiljevič Vagin (rusky: Алексей Васильевич Вагин; * 17. ledna 1972 Kirov) je ruský horolezec a reprezentant v ledolezení, mistr světa v ledolezení na rychlost.

## Závodní výsledky
| Mistrovství světa | Mistrovství světa | Mistrovství světa |
| Rok               | 2015              | 2017              |
| ----------------- | ----------------- | ----------------- |
| Rychlost          | 1                 | 7                 |

| Světový pohár       | Světový pohár | Světový pohár | Světový pohár | Světový pohár | Světový pohár | Světový pohár | Světový pohár |
| Rok                 | 2012          | 2013          | 2014          | 2015          | 2016          | 2017          | 2018          |
| ------------------- | ------------- | ------------- | ------------- | ------------- | ------------- | ------------- | ------------- |
| Rychlost            | 6             |               | 3             |               | 2             | —             | 33            |
| jednotlivě* (x/x/x) | ,7,10,10,10   |               | ,5,10,        |               | ,,10,9        | —             | -,-,-,-,13    |

- poznámka: napravo jsou poslední závody v roce

| Mistrovství Evropy | Mistrovství Evropy |
| Rok                | 2014               |
| ------------------ | ------------------ |
| Rychlost           | 2                  |